# Josu Silloniz
Josu Silloniz Aresti (Amorebieta, Vizcaya, 8 de febrero de 1978) es un ciclista español. Su hermano Aitor Silloniz también fue ciclista profesional.
Debutó como profesional el año 2000 con el equipo Euskaltel-Euskadi, retirándose en el mismo equipo en 2006.

## Palmarés
1999
- 1 etapa del Circuito Montañés

## Resultados en Grandes Vueltas
| Carrera | Carrera         | 2000 | 2001 | 2002 | 2003 | 2004 | 2005 | 2006 |
| ------- | --------------- | ---- | ---- | ---- | ---- | ---- | ---- | ---- |
|         | Giro de Italia  | —    | —    | —    | —    | —    | —    | —    |
|         | Tour de Francia | —    | —    | —    | —    | —    | —    | —    |
|         | Vuelta a España | —    | —    | —    | —    | Ab.  | —    | —    |

—: no participa

Ab.: abandono

## Equipos
- Euskaltel-Euskadi (2000-2006)